# Mocro Maffia (televisieserie)
Mocro Maffia is een Nederlandse misdaadserie over de Mocro Maffia in Amsterdam. De serie, bedacht en ontwikkeld door Achmed Akkabi en Thijs Römer, ging exclusief op Videoland in première op 11 oktober 2018. De laatste aflevering verscheen op 8 november 2024. De serie bestaat uit een totaal van zes seizoenen en kreeg verschillende spin-offprojecten.
Het verhaal is ingegeven door het boek Mocro Maffia van Wouter Laumans en Marijn Schrijver.

## Verhaal
Romano en zijn mannen hebben al jaren een goed lopende cocaïne-handel in Amsterdam. Echter wanneer 'De Paus' (Achmed Akkabi) na een ruzie voor zichzelf gaat werken, ontstaat er een groot conflict tussen Romano en de Paus. Schrijver Rein de Waard (Daan Schuurmans) en journalist Matthijs volgen de situatie op de voet.
Beide partijen doen er alles aan om hun handeltje te redden, hetgeen leidt tot moorden, complotten en verraad. Het loopt nog meer uit de hand wanneer de Paus de verloofde en baby van 'Potlood' (Nasrdin Dchar) vermoordt.

## Rolverdeling

### Seizoen 5
Groep Paus
- Jaouad "Paus" Ancharad (Achmed Akkabi)
  -  Samira Al Saddiqi (Zineb Fallouk)
    -  Ashraf Makhloufi (Saïd Boumazoughe)
      -  Omar "Tonnano" (Khalid Alterch)
        -  "Anti" (Abdelilah el Foulani)
        -  Selim Bensaïd (Ismael El Tarhabi)
        -  "Reus" (Yousri Belgaroui)
          -  "Marocchino" (Ramzy Lafrindi)
          -  "Goon Marocchino 1" (Luca Mozzone)
          -  "Goon Marocchino 2" (Cristian Toscano)

        -  Jamal (Adil Ajoudi)

Partners:
- Chaouki "Potlood" Chadli (Nasrdin Dchar)
- Sandro (Flavio Furno)
- Il Benedetto (Gianluca Musiu)
- "Tia" Alvarez (Martha Villada Márquez)

Groep Tatta
- Rinus "Tatta" Massing (Robert de Hoog)
  -  Otto Massing (Mads Wittermans)

Partners:
- Melvin (Boris Saran)

Hongaren (tot Afl. 4)
- Gábor (Zsolt Páll)
  -  László (Márk Márfi)

Groep Borsu
- "Borsu" (Giovanni Rustenberg)
  -  Lenny (Jordy Samuel)
- Partner:  Celine (Charlie Chan Dagelet)
  -  Hugo (Hans Dagelet)

Turken
- Dogan Özdemir (Sihali Yalçiner)
  -  Okan (Cihat Yildiz)
    -  Adil "K.O." El Haddaoui (Walid Benmbarek)

Afnemers
- Alphons (Erle de Lanooi)
- Idris (Aboubakr Bensaihi)
  -  Belgische chauffeur (Akram Saibari)
  -  Belgische bijrijder (Abdelilah El Yadiri)

### Vorige seizoenen
Groep Paus
- Jaouad "Paus" Ancharad (Achmed Akkabi)
- Samira Al Saddiqi (Zineb Fallouk)
- Ashraf Makhloufi (Saïd Boumazoughe)
- Rinus "Tatta" Massing (Robert de Hoog)
- Omar "Tonnano" (Khalid Alterch)
- Younes "Taxi" Al Saddiqi (Iliass Ojja)
- "Anti" (Abdelilah el Foulani)
- Selim (Ismael El Tarhabi)
- "Nieuwe Recruit" (Mounir Serghini)
- "Cinqo" (Adam Mouhajir)
- Mohsin "Mo de Show" Kaddouri (Bilal Wahib)
- Duane Martina (Sergio Hasselbaink)
- Hakim (Mohamed Zoundri)
- "Taliban" (Aziz Akazim)
- "Baksteen" (Sabri Saddik)
- "Gans" (Yassine Kji)
- Mounir El Hams (Mouad Ben-Chaib)
- Farid Ben Saleh
- Partner:  Sandro (Flavio Furno)
- Partner:  Marcella (Sara Mondello)
- Partner:  Ferry (Rogier Philipoom)

Groep Romano
- Romano "Spook van Oost" Tevreden (Mandela Wee Wee)
- Adil "K.O." El Haddaoui (Walid Benmbarek)
- Chaouki "Potlood" Chadli (Nasrdin Dchar)
  -  Mounir "Lange Marokkaan" (Ibrahim El Boustati)
  -  "Brede Marokkaan" (Nabil Haryouli)

Leveranciers:
- Nordin "Gladde" (Mamoun Elyounoussi)
- Önder "Döner" (Sidar Toksöz)

Dealers:
- Laarbi "Belg" Hmida (Woenzelaar)
- Leomar "Stille" Veldema (Sevn Alias)
- Yousef "Muis" Taheri (Oussama Ahammoud)
- "Haak" (Rida Bouchengour)
- "Domino's" (Jaouhar Chakroun)

Partners:
- "Eiffel" (Achmed el Jennouni)
- Nadira Taheri (Nora El Koussour)
- Borsu (Giovanni Rustenberg)
- Lenny (Jordy Samuel)
- Orfeo (Dino Chelius)
- Edith Roodschild (Malou Gorter)
- Barry (Vincent Lodder)

Kampers
- Rinus "Tatta" Massing (Robert de Hoog)
- Otto Massing (Mads Wittermans)
- Chantal (Marieke Westenenk)
- Nino Massing (Lucas Reijnders)
- Johannes Antonius "Joey" Massing (Sjoerd Fleur)

Partners:
- Melvin (Boris Saran)

Brabantse Kampers:
- Cobus (Bart Slegers)
- Harrie (Jasper Stoop)
- Arie (Roy Witte)
- Jaxon (Frans Dam)

Colombianen
- "Tia" Alvarez (Martha Villada Márquez)
- Don (Tony Corvillo)
- Zuid Amerikaan 1 (Papi Mikey Dinero)
- Zuid Amerikaan 2 (Efrain Balochie)

Mexicanen
- Lazaro (Ivan Gordillo Herrera)

Turken
- Dogan Özdemir (Sih Ali Yalçiner)
- Ömer Özdemir (Tamer Yiğit)
- Ümit Özdemir (Oktay Önder)
- Zafer (Tanju Bilir)
- Hakan (Meric Yildiz)
- Okan (Cihat Yildiz)
- Meltem (Sinem Kavus)

Molukkers
- Berani 1 (Joenoes Polnaija)
- Berani 2 (Joop Kasteel)

Surinamers
- Ray (Natalio Rijssel)
- Frenkie (Royston Drenthe)
- Milli (Bryan Kwabena Oduro)
- Soldaat (Gioem Cederburg)

Ieren
- Ian (Nick McGinley)
- Johhny (Daniel Sheppard)
- Mullan 1 (Fabio Garcia)
- Mullan 2 (Antonio Rodriguez)
- Jack (Shane Redondo)

Oude Penoze
- Danny Kist (Aus Greidanus)
- Danny Kist jr. (Micha Hulshof)

| Politie                             | Politie            | Politie            |
| Personage                           | Personage          | Acteur             |
| ----------------------------------- | ------------------ | ------------------ |
| Minister van Justitie en Veiligheid | Vlag van Nederland | Saskia Temmink     |
| Secretaris-generaal Rogér           | Vlag van Nederland | Dic van Duin       |
| Gerben van Jaren                    | Vlag van Nederland | Pierre Bokma       |
| Teamleider Geusebroek               | Vlag van Nederland | Eric Corton        |
| Rechercheur Dewus                   | Vlag van Nederland | Bart Harder        |
| Rachid El Moussaoui                 | Vlag van Marokko   | Nizar El Manouzi   |
| Rechercheur Vogts                   | Vlag van Nederland | Hylke van Sprundel |
| Rechercheur Ooms                    | Vlag van Nederland | Burt Rutteman      |
| Rechercheur Silva                   | Vlag van Curaçao   | Jaike Belfor       |

| Overige | Personage                   | Personage                              | Acteur                     |
| ------- | --------------------------- | -------------------------------------- | -------------------------- |
| Overige | Rein de Waard               | Vlag van Nederland                     | Daan Schuurmans            |
| Overige | Sanne de Waard              | Vlag van Nederland                     | Anniek Pheifer             |
| Overige | Zakaria 'Komtgoed' Fallouny | Vlag van Marokko                       | Marouane Meftah            |
| Overige | Tamara Brinkhuis            | Vlag van Nederland                     | Zoé van Weert              |
| Overige | Matthijs Harderwijk         | Vlag van Nederland                     | Jim Deddes                 |
| Overige | Koos                        | Vlag van Nederland                     | Mark Kraan                 |
| Overige | Celine                      | Vlag van Nederland                     | Charlie Chan Dagelet       |
| Overige | Elvira Tevreden             | Vlag van Suriname · Vlag van Nederland | Fleur SimonsTaliah Mijnals |
| Overige | Kamal Kaddouri              | Vlag van Marokko                       | Redouan Azmi               |
| Overige | Elias Taheri                | Vlag van Marokko                       | Achraf Koutet              |
| Overige | Abdelhak Taheri             | Vlag van Marokko                       | Omar Ahaddaf               |
| Overige | Emin Fallouny               | Vlag van Marokko                       | Omar Dahmani               |
| Overige | Ibrahim 'Ibo'               | Vlag van Marokko                       | Karym El Dawey             |
| Overige | Soufiane 'Scennoe'          | Vlag van Marokko                       | Yassine Merzaq             |
| Overige | Nadir 'Havik'               | Vlag van Marokko                       | Ahmed Bouyaghroumni        |
| Overige | Dalil 'Gerroe' El Koubakhi  | Vlag van Marokko                       | Ismael Laglag              |
| Overige | 'Stuiver'                   | Vlag van Marokko                       | Yassin Dardour             |
| Overige | Levie                       | Vlag van Nederland                     | Carré Albers               |

## Afleveringen
| Seizoen 1 | Seizoen 1         | Seizoen 1         | Seizoen 1       | Seizoen 1 |
| Afl.      | Titel             | Regisseur         | Datum           | Omschrijving |
| --------- | ----------------- | ----------------- | --------------- | --- |
| 1         | Oorlogsverklaring | Bobby Boermans    | 11 oktober 2018 | Een mislukte deal loopt uit de hand, waarna De Paus zint op wraak. Journalist Rein de Waard begint aan zijn nieuwe boek over de mocromaffia en wordt geholpen door Matthijs Harderwijk, stagiair bij Het Parool.            |
| 2         | Prijs             | Bobby Boermans    | 11 oktober 2018 | Romano plant een aanslag op De Paus, maar wordt door de politie opgepakt als zijn verblijfplaats wordt verraden. Rein maakt een belangrijke beslissing en Matthijs start met zijn onderzoek.                                |
| 3         | Jaloezie          | Bobby Boermans    | 11 oktober 2018 | De Paus gaat in België op zoek naar een nieuwe aanvoerlijn voor cocaïne. Romano probeert vanuit de gevangenis zijn bedrijf te blijven runnen. De oorzaak van de rivaliteit tussen Romano en De Paus wordt duidelijk.        |
| 4         | Vijanden          | Bobby Boermans    | 11 oktober 2018 | Elias doet zijn best om Muis weg te halen bij Romano. De rechtszaak tegen Romano begint en de oorlog tussen De Paus en Romano loopt verder uit de hand.                                                                     |
| 5         | Wapenstilstand    | Giancarlo Sanchez | 11 oktober 2018 | Adil stelt een wapenstilstand voor aan De Paus. Romano zoekt in de gevangenis contact met Danny Kist, lid van de 'oude penoze'. Stille komt in moeilijkheden, waardoor de wapenstilstand in gevaar komt.                    |
| 6         | Afscheid          | Giancarlo Sanchez | 11 oktober 2018 | Muis redt Stille van zijn achtervolgers, maar breekt daardoor de wapenstilstand. Mo de Show wordt tegen zijn wil onderdeel van de strijd tussen De Paus en Adil.                                                            |
| 7         | Ontvoering        | Giancarlo Sanchez | 11 oktober 2018 | De keiharde acties van De Paus brengen verschillende personen tot waanzin. Ondertussen probeert Adil de geldstromen van zijn geërfde imperium te onderhouden en worstelt Rein met een groot verlies.                        |
| 8         | Oog om oog        | Giancarlo Sanchez | 11 oktober 2018 | Een onverwacht verraad brengt het leven van Rein en Mo in gevaar, terwijl Muis en Adil actie ondernemen tegen De Paus voordat er nog meer slachtoffers vallen. Ondertussen plant Romano zijn ontsnapping uit de gevangenis. |

| Seizoen 2 | Seizoen 2         | Seizoen 2        | Seizoen 2     | Seizoen 2 |
| Afl.      | Titel             | Regisseur        | Datum         | Omschrijving |
| --------- | ----------------- | ---------------- | ------------- | --- |
| 1         | Paraat            | Mustafa Duygulu  | 20 maart 2020 | Ondergedoken probeert Muis de dood van zijn broer Elias te vergeten. Rein heeft een vermoeden waar Romano te vinden is, maar Mo de Show probeert hem de zoektocht uit zijn hoofd te praten. |
| 2         | xPurmerend19      | Mustafa Duygulu  | 21 maart 2020 | Gewapend met een kofferbak vol met gannoes openen Muis en Stille samen met nieuwe rekruten Haak en Domino's de jacht op Taliban. Als de verveling toeslaat, besluiten ze een belhuisje te rippen. Dit blijkt een opslagplek van een groep uit de Bijlmer. Mo de Show wordt onder druk gezet door Matthijs. |
| 3         | Welke kk zwemles  | Mustafa Duygulu  | 22 maart 2020 | Romano en Potlood zijn het land uit gevlucht. Taxi verrast Paus en Tatta met een riskant cadeau in de haven van Rotterdam. |
| 4         | Calabria dinnemok | Mustafa Duygulu  | 23 maart 2020 | Mo doet op eigen houtje zaken met Sandro, een Italiaanse crimineel die onderduikt in Amsterdam. Potlood en Eiffel zijn samen op pad om een klus te klaren voor Ian. |
| 5         | Ewa Maghrebi      | Victor D. Ponten | 24 maart 2020 | Muis en Domino's krijgen een vervelend bericht over hun vriend Haak. Paus gaat naar Antwerpen voor een afspraak met de Colombiaanse Tia Alvarez. |
| 6         | Jagen             | Victor D. Ponten | 25 maart 2020 | Adil komt in het nauw als hij hoort dat de vader van Muis met de politie praat. Mo de Show krijgt promotie. Taliban mag eindelijk op jacht van Paus. |
| 7         | Komt goed         | Victor D. Ponten | 26 maart 2020 | Potlood keert terug in Amsterdam, maar stuit daar op een ontevreden Gladde en een onbereikbare Adil. |

| Seizoen 3 | Seizoen 3                      | Seizoen 3        | Seizoen 3        | Seizoen 3 |
| Afl.      | Titel                          | Regisseur        | Datum            | Omschrijving |
| --------- | ------------------------------ | ---------------- | ---------------- | --- |
| 1         | Niet mijn winkel, vriend       | Bobby Boermans   | 29 januari 2021  | De zoektocht naar Romano duurt voort. Ondertussen is De Paus bezig om een grote lading coke de haven uit te krijgen. Tatta krijgt de leiding en runt de operatie vanuit een vakantiepark. Adil zit met zijn advocaat Edith Roodschild bij zijn eerste zitting en is lichtelijk gespannen. Taxi's keuzes uit het verleden blijven hem achtervolgen, terwijl het werkveld zich uitbreidt naar de Bijlmer. Justitie besluit de tegenaanval in te zetten. |
| 2         | Made in Holland                | Bobby Boermans   | 5 februari 2021  | De coke van De Paus moet zo snel mogelijk worden gedistribueerd en er moet een nieuwe dekmantel worden opgezet. Adil zit klem en ontdekt dat zijn grootste vijand voor het oprapen ligt. Wanneer Tatta een desastreuze fout begaat, moet hij zelf de puinzooi opruimen. Potlood gaat op zoek naar de moordenaar van Gladde en stuit op een oude bekende.                                                                                              |
| 3         | Saïd Aouita                    | Bobby Boermans   | 12 februari 2021 | De zoektocht naar het lichaam van Muis doet Nadira definitief breken met haar verleden. Gevoed door wraak betreedt ze het donkere pad. Tonnano moet nieuwe soldaten ronselen terwijl Tatta's fout hem blijft achtervolgen. Een fout die hij koste wat kost zal moeten rechtzetten. Familie is niet heilig meer. |
| 4         | Potlood! Yeee Potlood!!        | Victor D. Ponten | 19 februari 2021 | Mo denkt aan de invloed van Paus ontvlucht te zijn, maar wordt al snel ingehaald door de realiteit. Potlood en Eifel ontmoeten een nieuwe partij die ze naar Paus kan leiden, maar de prijs is hoog en leidt tot een vurige confrontatie. |
| 5         | You know Sacre Coeur?          | Victor D. Ponten | 26 februari 2021 | Het net sluit zich om Taliban als de krachten binnen en buiten de muren zich tegen hem keren. De Paus en Tatta gaan in dekking na de confrontatie met Potlood en lopen oude bekenden tegen het lijf. Net als Taxi denkt aan de klauwen van justitie te ontsnappen, dient zich een nieuw gevaar aan. Vleugellam gaan Potlood en Nadira op zoek naar een nieuw pad dat ze naar De Paus kan leiden.                                                      |
| 6         | Wollah meh ik heb iets gezegd! | Victor D. Ponten | 5 maart 2021     | Een plotselinge draai van Cobus brengt De Paus en Tatta in een benarde situatie. Voor Tatta wordt deze alleen maar lastiger als Chantal voor z'n deur staat en de loyaliteit tussen hem en De Paus ultiem op de proef wordt gesteld. Dit terwijl Mo op De Paus wacht om zijn probleem met hem uit de wereld te helpen... |
| 7         | Toch, Joey?                    | Victor D. Ponten | 12 maart 2021    | Terwijl De Paus en Tatta creperen in de container, gaan Tonnano en Ashraf op oorlogspad om De Paus te redden. Potlood en Nadira ruiken echter bloed en een ware race tegen de klok drijft iedereen tot het uiterste. Wie komt op tijd? |

| Seizoen 4 | Seizoen 4                        | Seizoen 4        | Seizoen 4        | Seizoen 4 |
| Afl.      | Titel                            | Regisseur        | Datum            | Omschrijving |
| --------- | -------------------------------- | ---------------- | ---------------- | --- |
| 1         | Die Abramovich money is gek, hè? | Aaron van Valen  | 28 januari 2022  | Tonnano geeft opdracht om Komtgoed op te sporen. Samira wordt zowel binnen- als buitenshuis achtervolgd door de gevolgen van het doodschieten van Mo de Show. Tatta en Paus halen alles uit de kast om de Mexicanen te vinden die achter de martelcontainer zaten. |
| 2         | Bloed pissen                     | Aaron van Valen  | 4 februari 2022  | De jacht op Komtgoed wordt door Tonnano en Cinqo harder ingezet. Dit begint uit de hand te lopen voor hem én zijn vrienden. Samira voelt rechercheur El Moussaoui in haar nek hijgen door zijn onderzoek naar de dood van Mo de Show. Hierdoor wordt de afstand tussen haar en Taxi groter en radicaliseert Samira verder en verder.                                                          |
| 3         | Was je op kk excursie, of zo?    | Aaron van Valen  | 11 februari 2022 | Potlood en Tatta wachten in Düsseldorf met de Colombianen van Tia Alvarez af op een moment om de Mexicanen te pakken, maar dit gaat lastiger dan gedacht. Tonnano gaat voor Paus de losse eindjes van de mislukte liquidatiepoging op El Moussaoui proberen te fixen. Romano stippelt zijn toekomstplannen voor Adil uit, maar of Adil daar wel zin in heeft, is maar de vraag.               |
| 4         | Ich spreche met haar, a Hitler   | Aaron van Valen  | 18 februari 2022 | Taxi moet van ver komen om nog zijn zaakjes voor Tonnano te regelen en dit valt Tonnano steeds meer op. Taxi probeert punten te scoren bij Tonnano door zelf op onderzoek te gaan naar wie er achter de hit op de Zaalvoetbal kan zitten. Komtgoed en zijn vrienden worden onrustig van ondergedoken zitten, en gaan er op uit. Maar hierdoor lopen ze wel meer gevaar om gepakt te worden.   |
| 5         | Wie is zijn neef?                | Victor D. Ponten | 25 februari 2022 | De ontdekking van Taxi over Zafer en de Turken geeft Paus een nieuwe positie in het conflict met de Mexicanen en Turken uit Duitsland. Maar als Tatta terugkeert van zijn mislukte wraakexpeditie, brengt dit een heel nieuw probleem met zich mee. El Moussaoui zet op zijn beurt alles op alles om het net rondom Samira te sluiten. Romano dwingt Potlood de locatie van Paus op te geven. |
| 6         | Hoe dom zijn jullie eigenlijk?   | Victor D. Ponten | 4 maart 2022     | Ontsnapt uit de klauwen van justitie probeert Taxi een nieuw plan, maar hij vindt al snel een obstakel op zijn weg. Komtgoed zoekt ontspanning tijdens een nieuwe date met Youssra, maar het is de vraag of hij weet wat hem te wachten staat. Paus krijgt hulp uit onverwachte hoek en komt zo tot een ontdekking die hem veel voordeel oplevert.                                            |
| 7         | We zijn geen snitches            | Victor D. Ponten | 11 maart 2022    | Romano kan in Duitsland geen kant meer op. Adil en Meltem zijn gevlucht en Ömer heeft het met hem gehad en zoekt een deal zoekt Paus. Hassan, Ibo's vader, neemt Komtgoed mee naar een heropvoedingskamp, waar hij wordt herenigd met Havik, Scennoe en Stuiver. Maar ook daar vindt Komtgoed geen rust, als hij een oude bekende tegenkomt.                                                  |
| 8         | You are never safe               | Victor D. Ponten | 18 maart 2022    | Taxi moet rennen voor zijn leven nu Dominique haar wraak heeft genomen op Zafer en Paus de PGP's van El Moussaoui niet vertrouwt. De druk op Tonnano om El Moussaoui het zwijgen op te leggen komt tot een kookpunt. Adils wilde vlucht levert alleen maar problemen op. En Romano is vastberaden om voor eens en altijd de vete met Paus op te lossen.                                       |

| Seizoen 5 | Seizoen 5                                                           | Seizoen 5      | Seizoen 5    | Seizoen 5 |
| Afl.      | Titel                                                               | Regisseur      | Datum        | Omschrijving |
| --------- | ------------------------------------------------------------------- | -------------- | ------------ | --- |
| 1         | Staatsvijand Yek?!                                                  | David Eilander | 2 juni 2023  | Terwijl Tonnano en Samira op Tatta jagen, overlegt Paus met Tia. Ondertussen stijgt de spanning tussen Taxi en Van Jaren en zoeken Adil en Meltem een weg vooruit. |
| 2         | De Koning Is Dood, Leve De Koning (voorheen Jezus Aan Het KK Kruis) | David Eilander | 9 juni 2023  | Celine wordt in het nauw gedreven door Romano's neef Borsu. Komtgoed en Havik ruziën met elkaar. Tatta en Otto zetten stappen om groep Paus af te snijden. |
| 3         | Just Thieves And Assassini                                          | David Eilander | 16 juni 2023 | Van Jaren gaat de strijd aan met zowel Taxi als Samira. Adil kan geen kant meer op en gaat op zoek naar Meltem. Paus maakt nieuwe vijanden en neemt een onomkeerbare beslissing.                                                                                                |
| 4         | De Nood Die De Wet Breekt                                           | Hesdy Lonwijk  | 23 juni 2023 | De actie van Paus creëert kansen voor Tatta, maar zijn broer Otto wil ook een deel van de taart. Celine wordt verder onder druk gezet door Borsu en moet in haar verleden duiken. Potlood voelt dat zijn tijd is aangebroken.                                                   |
| 5         | Sing Like Pavarotti                                                 | Hesdy Lonwijk  | 30 juni 2023 | Nu Potloods doel bereikt is, barst er een nieuwe strijd los. De hele wereld staat op zijn kop en de verhoudingen staan scherper dan ooit. Justitie, Potlood, Samira, Ashraf, Tia Alvarez, Tatta en Taxi: het laat niemand onberoerd. Wie trekt er aan het langste eind?         |
| 6         | Schoenen Uit!                                                       | Hesdy Lonwijk  | 7 juli 2023  | Ashraf keert terug met de lading uit Italië, maar Samira's problemen met Taxi zijn nog niet opgelost. Otto wil bewijzen wat hij waard is en neemt een onverwachte stap. Adil en Meltem worden nog verder in het nauw gedreven.                                                  |
| 7         | Je Praat Teveel                                                     | Hesdy Lonwijk  | 14 juli 2023 | Samira, Tonnano en Ashraf moeten beslissen wat ze met het lijk doen, terwijl Potlood voortvarend te werk gaat met zijn korte, maar brute oorlog. Adil krijgt een kans uit onverwachte hoek. En op jacht om zijn laatste kilo's op te halen, moet Tatta alles uit de kast halen. |

| Seizoen 6 | Seizoen 6                                   | Seizoen 6        | Seizoen 6         | Seizoen 6 |
| Afl.      | Titel                                       | Regisseur        | Datum             | Omschrijving |
| --------- | ------------------------------------------- | ---------------- | ----------------- | --- |
| 1         | Ik Ben Hier Alleen He!                      | Ívan López Núñez | 20 september 2024 | Samira en Ashraf zijn op zoek naar wraak voor de moord op Paus, maar Tia Alvarez lijkt onvindbaar. Tatta probeert zijn hoofd boven water te houden en doet een nieuwe poging om vrede te sluiten met Tonnano. Adil vecht voor zijn leven maar wordt getormenteerd door herinneringen aan zijn overleden familieleden.                                  |
| 2         | Je Wou Pap, Toch?                           | Ívan López Núñez | 27 september 2024 | Samira en Ashraf gaan op rouwbezoek in Antwerpen en zetten de jacht op Tia in een hogere versnelling. Terwijl Tonnano nieuwe wapens en soldaten regelt, krijgt hij nieuws dat zijn leven voor altijd zal veranderen. Terwijl Celine in het nauw wordt gedreven, sluit Tatta een verbond met Borsu om een nieuwe cokelijn op te zetten in Suriname.     |
| 3         | Graaf Door                                  | Ívan López Núñez | 4 oktober 2024    | Adil zet alles op alles om een levenslange gevangenisstraf te ontlopen en de dood van Muis recht te zetten. Samira en Ashraf krijgen meer macht in Antwerpen en richten zich op Tia's douaniers. Tonnano komt op het spoor van Tatta's familie, maar worstelt steeds meer met zijn eigen geweten.                                                      |
| 4         | Paus Had Een Naam                           | Ívan López Núñez | 11 oktober 2024   | Wanneer Tatta ontdekt waarom Otto in een rolstoel zit, lijkt er geen mogelijkheid meer op verzoening. Tonnano en Samira komen lijnrecht tegenover elkaar te staan als Samira ontdekt dat Tonnano geld achterhoudt. Celine vreest te worden ontmaskerd als de moordenaar van Romano en wil vluchten met haar dochter.                                   |
| 5         | Mensen Waar Je Niks Mee Te Maken Wil Hebben | Hesdy Lonwijk    | 18 oktober 2024   | Adil neemt Komtgoed onder zijn hoede en ze maken een lijst van hun targets. Door de problemen met de nieuwe Surinaamse cokelijn staat de samenwerking van Tatta en Borsu op barsten. Samira wordt meedogenlozer in de strijd tegen Tia en er vallen onschuldige slachtoffers. Ashraf twijfelt aan Samira's leiderschap en denkt na over zijn toekomst. |
| 6         | Kleine Jonguun                              | Hesdy Lonwijk    | 25 oktober 2024   | Taxi keert terug en probeert Samira te overtuigen dat ze de business moet verlaten. Borsu voelt zich verraden door Tatta en schakelt Adil in om zijn gram te halen. Ashraf gaat op zoek naar degene die zijn broertje de dood in heeft gejaagd en doet een schokkende ontdekking.                                                                      |
| 7         | Hele Straat Weg                             |                  | 1 november 2024   | Tatta en Tonnano verwachten een nieuwe lading coke, maar Adil en Komtgoed zitten op hun hielen en het dreigt uit te lopen op een explosieve confrontatie. Ashraf dwingt Samira en Taxi om de erfenis van Paus aan hem over te dragen, maar Samira geeft zich niet zo makkelijk gewonnen.                                                               |
| 8         | Elke Week Een Begrafenis                    |                  | 8 november 2024   | Terwijl Samira de politie probeert af te schudden, wil Taxi een deal sluiten om zijn gezin te redden. Tonnano wil de cokebusiness achter zich laten, maar moet nog wat gevaarlijke zaken rechtzetten. Ashraf gaat op een bloedige moordcampagne om zijn troon te claimen, terwijl Adil en Komtgoed nog één laatste naam over hebben op hun dodenlijst. |

## Spin-offs

### Mocro Maffia: Komtgoed
Mocro Maffia: Komtgoed is een miniserie en de eerste spin-off van Mocro Maffia. De serie ging op 22 januari 2021 in première en speelt zich af tussen het tweede en derde reguliere seizoen van Mocro Maffia.. De miniserie bestaat uit zeven korte afleveringen, die bij elkaar gelijk staan aan de duur van een reguliere aflevering van Mocro Maffia. Het vertelt het verhaal van de 15-jarige Komtgoed (gespeeld door Marouane Meftah) die steeds meer in de problemen belandt en zich daardoor aansluit bij de verkeerde groep mensen. De serie werd geregisseerd door Aaron van Valen. Het scenario werd geschreven door Achmed Akkabi, Mustafa Duygulu, Kevin Boitelle & Martin van Steijn.

### Mocro Maffia: Meltem
Mocro Maffia: Meltem is een minifilm van een duur van 42 minuten en is de tweede spin-off van Mocro Maffia. In de film maken de kijkers kennis met het nieuwe personage Meltem (gespeeld door Sinem Kavus) die samenwoont met Levie (gespeeld door Carré Albers). Meltem is een slimme Nederland-Turkse vrouw die in de creditcardfraude zit en hiermee onder de radar van de politie weet te blijven. Tevens helpt ze regelmatig haar gokverslaafde vader. Na haar korte film krijgt ze een rol in het vierde seizoen van Mocro Maffia. De film werd geregisseerd door Mustafa Duygulu, naar een scenario van hem, Achmed Akkabi en Kevin Boitelle.

### Mocro Maffia: Tatta
Mocro Maffia: Tatta is een misdaadfilm en de derde spin-off van Mocro Maffia. In september 2022 werd de film aangekondigd en verteld een verhaal met het personage Tatta in de hoofdrol. Deze 65 minuten durende film verscheen op 28 april 2023 op Videoland onder de titel . De film werd geregisseerd door Victor D. Ponten en Joeri Holsheimer.

### Mocro Maffia: Taxi
Mocro Maffia: Taxi is een misdaadfilm en vierde spin-off van Mocro Maffia. De film speelt zich hoofdzakelijk in Marokko af en volgt het personage Taxi die vertolkt wordt door Iliass Ojja. De film ging in augustus 2024 in première, een maand voordat het laatste zesde seizoen van Mocro Maffia van start ging. De film werd geregisseerd door Nasrdin Dchar, hij vertolkte de rol van Potlood in de oorspronkelijke serie.

### Tonnano
Tonnao is een aankomende misdaadserie en is daarmee de vijfde spin-off van Mocro Maffia. De serie is de eerste spin-off die geen 'Mocro Maffia' in de titel heeft opgenomen. De serie volgt het gelijknamige personage Tonnano en werd in november 2024 aangekondigd door streamingdienst Videoland. Ze deden dit aan de hand van een video waarin het personage Tonnano aangeeft “Denk je dat we klaar zijn, ouleh?”. De serie staat gepland in september 2025 in première te gaan.

## Prijzen
- 2018: Hashtag Award in de categorie Beste Video on Demand.[12]
- 2021: Gouden Kalf Winnaar Beste Televisiedrama
- 2022: #Video Award in de categorie Beste Video on Demand.[13]

### Nominaties
- Acteur Oussama Ahammoud werd in 2020 dankzij zijn rol in deze serie genomineerd voor een Gouden Kalf in de categorie beste acteur televisiedrama.[14] Tevens werd seizoen één in 2019 en seizoen twee in 2020 genomineerd in de categorie Beste Televisiedrama.[15]

## Trivia
- De bedenkers van de serie Achmed Akkabi en Thijs Römer werkten eerder samen aan de televisieserie Moordvrouw.
- Seizoen twee verscheen een aantal weken eerder dan gepland op Videoland, dit vanwege de uitbraak van het coronavirus waardoor veel mensen verplicht zoveel mogelijk thuis moesten blijven.[16]
- Door de coronapandemie en de lockdowns vanaf maart 2020 moest seizoen drie, dat kort daarna in Suriname opgenomen zou worden, in zijn geheel worden herschreven omdat de coronamaatregelen de cast en crew ervan weerhielden naar Suriname te gaan.
- In seizoen 1 aflevering 4 (Vijanden) vertelt schrijver Rein de Waard als voice-over dat Taxi een gezinnetje heeft met twee meisjes. In het vervolg van de serie blijkt dat Taxi een zoon en een dochter heeft (Kaoutar en Rayan).
- Vader en dochter Hans Dagelet en Charlie Chan Dagelet spelen in de serie ook vader en dochter Hugo en Celine.